# Gerabronn
Gerabronn è una città tedesca situata nel land del Baden-Württemberg.

## Geografia fisica
Il suo territorio è bagnato dal fiume Jagst.